# Sant Martí de Riucorb
Sant Martí de Riucorb ist eine katalanische Gemeinde (Municipio) mit 673 Einwohnern (Stand: 2024) in der Provinz Lleida im Nordosten Spaniens. Sie ist Teil der Comarca Urgell. Neben dem Hauptort Sant Martí de Maldà besteht die Gemeinde aus den Ortschaften Llorenç de Rocafort, Rocafort de Vallbona und El Vilet. Sie wurde 1972 durch Zusammenschluss der Ortschaften gegründet.

## Lage
Sant Martí de Riucorb liegt etwa 30 Kilometer ostsüdöstlich von Lleida in einer Höhe von ca. 410 m. 

## Einwohnerentwicklung
| 1981 | 1991 | 2001 | 2011 | 2021 |
| ---- | ---- | ---- | ---- | ---- |
| 854  | 781  | 686  | 683  | 649  |

## Sehenswürdigkeiten
- Reste der Burganlage von Sant Martí de Maldà
- Burgruine von Rocafort de Vallbona
- Martinskirche in Sant Martí de Maldà
- Rochuskapelle
- Kirche Verklärung des Herrn in Rocafort de Vallbona
- Archäologiemuseum
- Rathaus

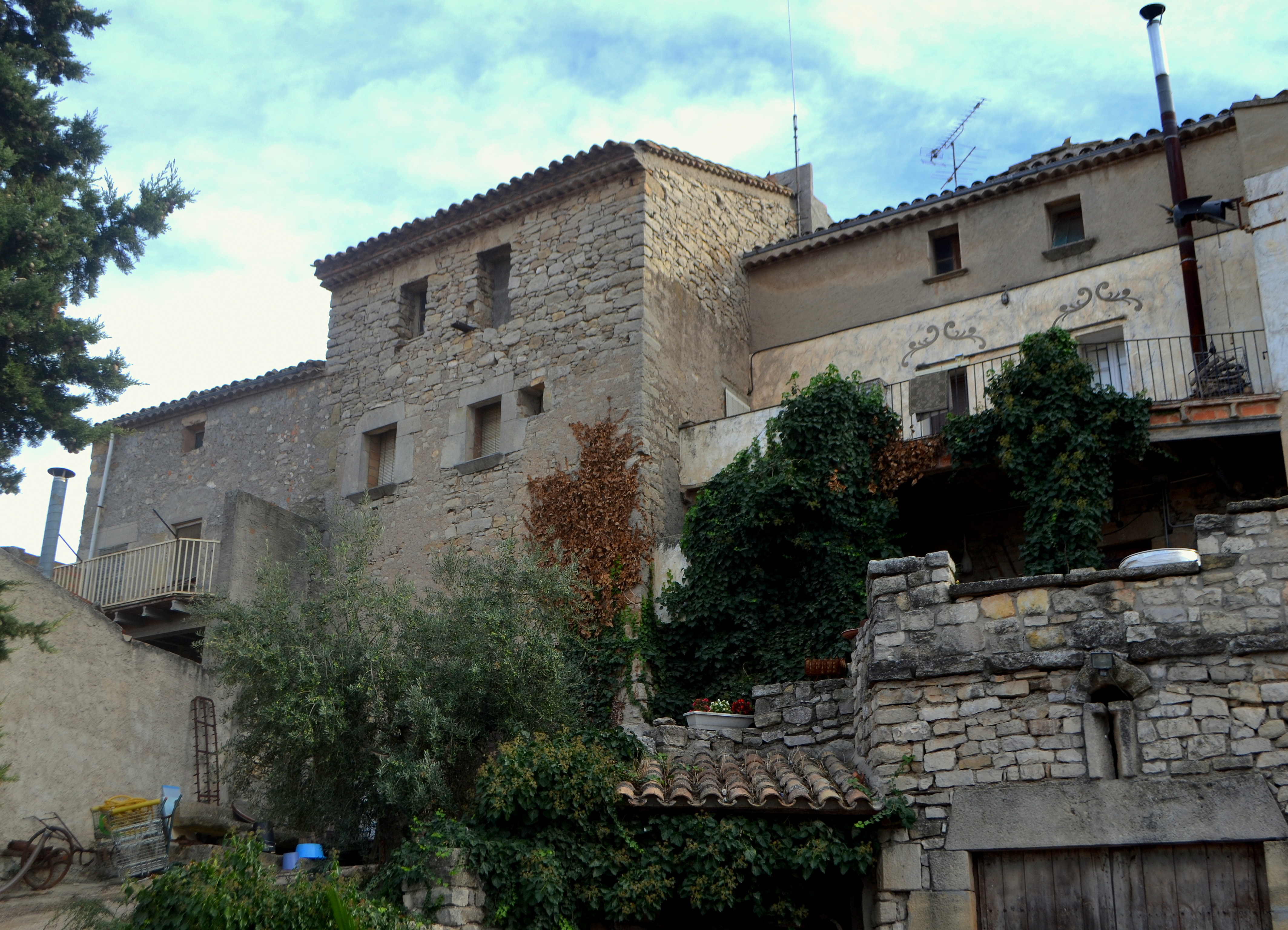
Reste der Burganlage (Sant Martí de Maldà)
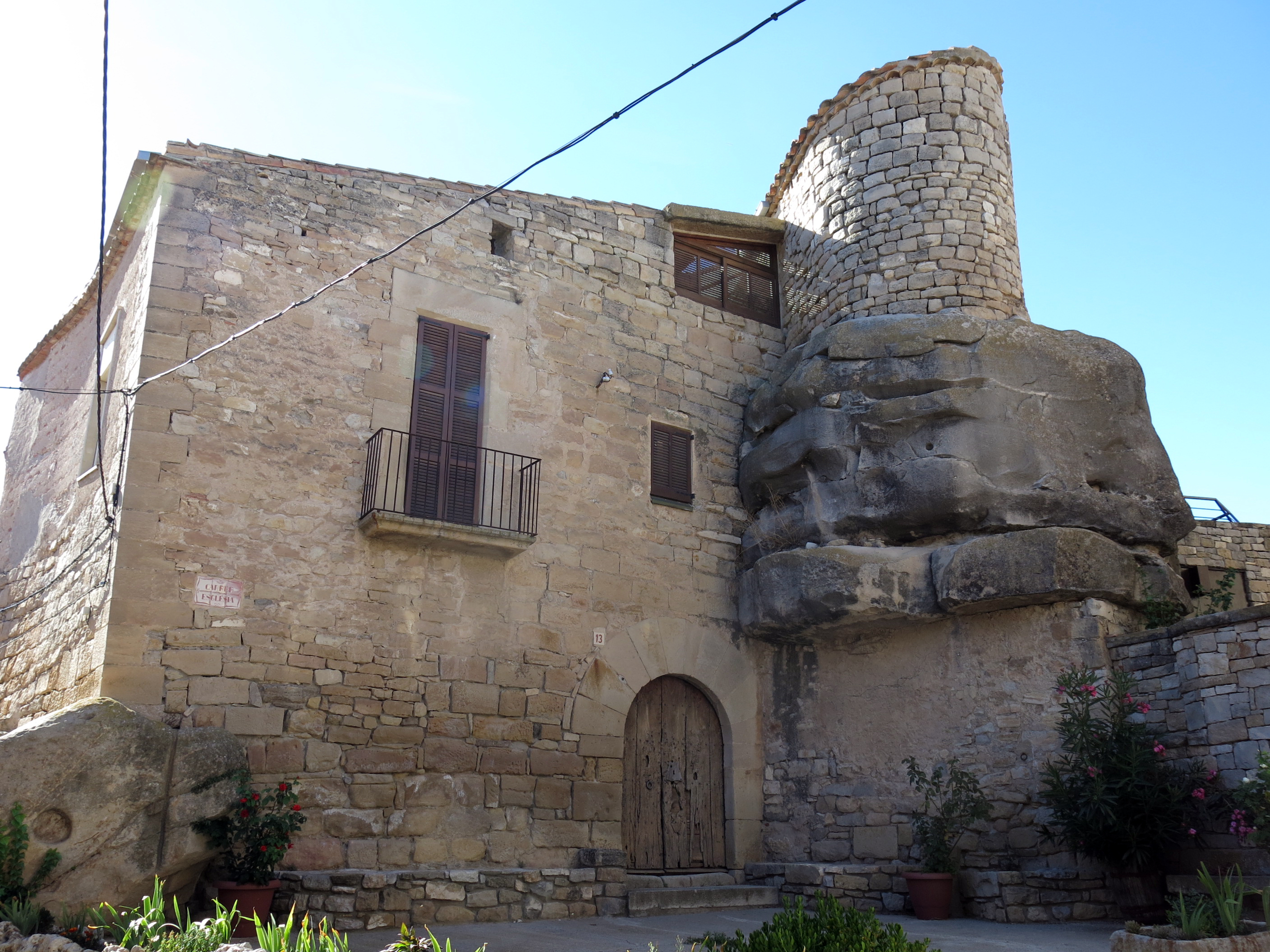
Burgruine von Rocafort de Vallbona
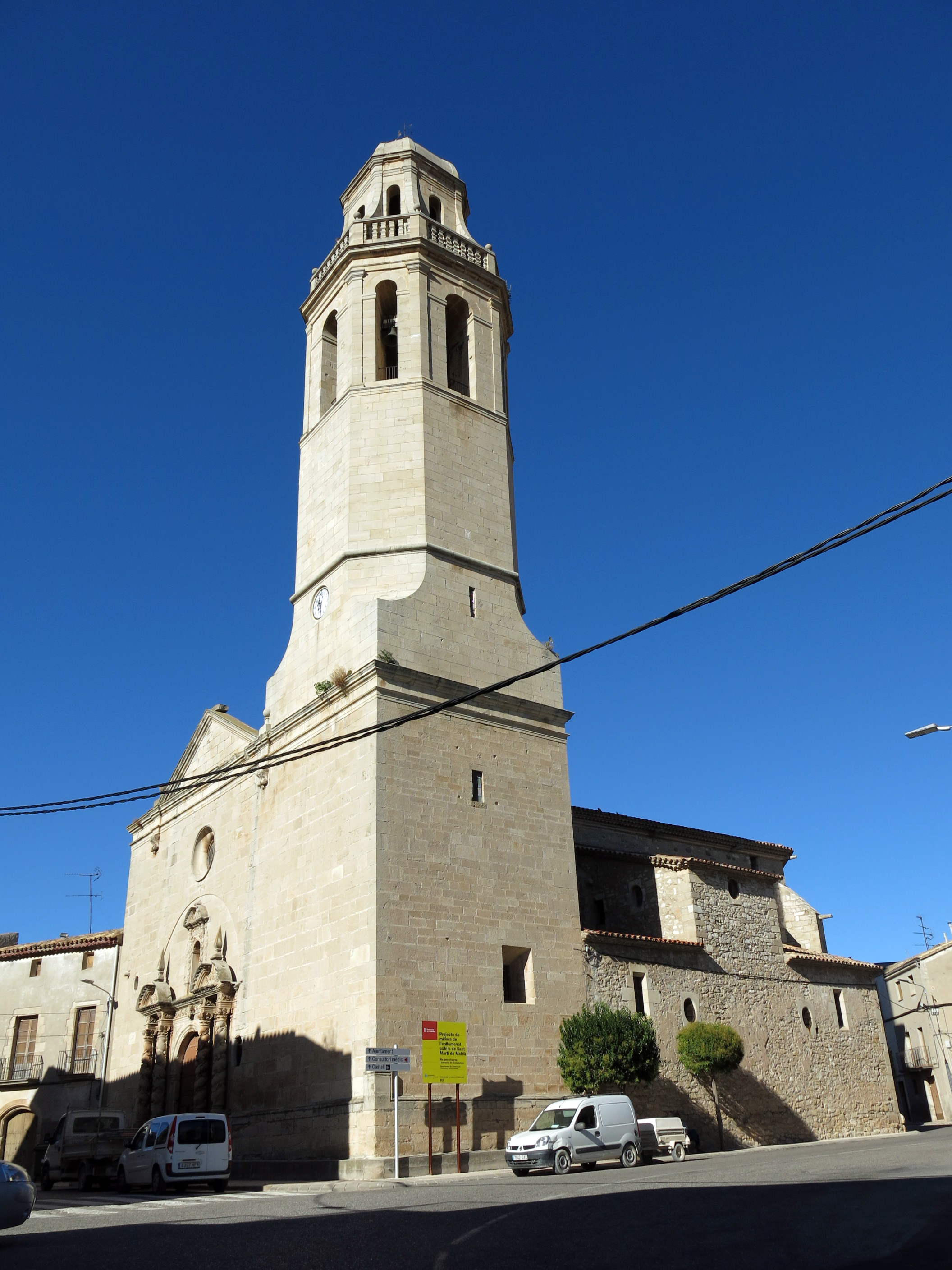
Martinskirche
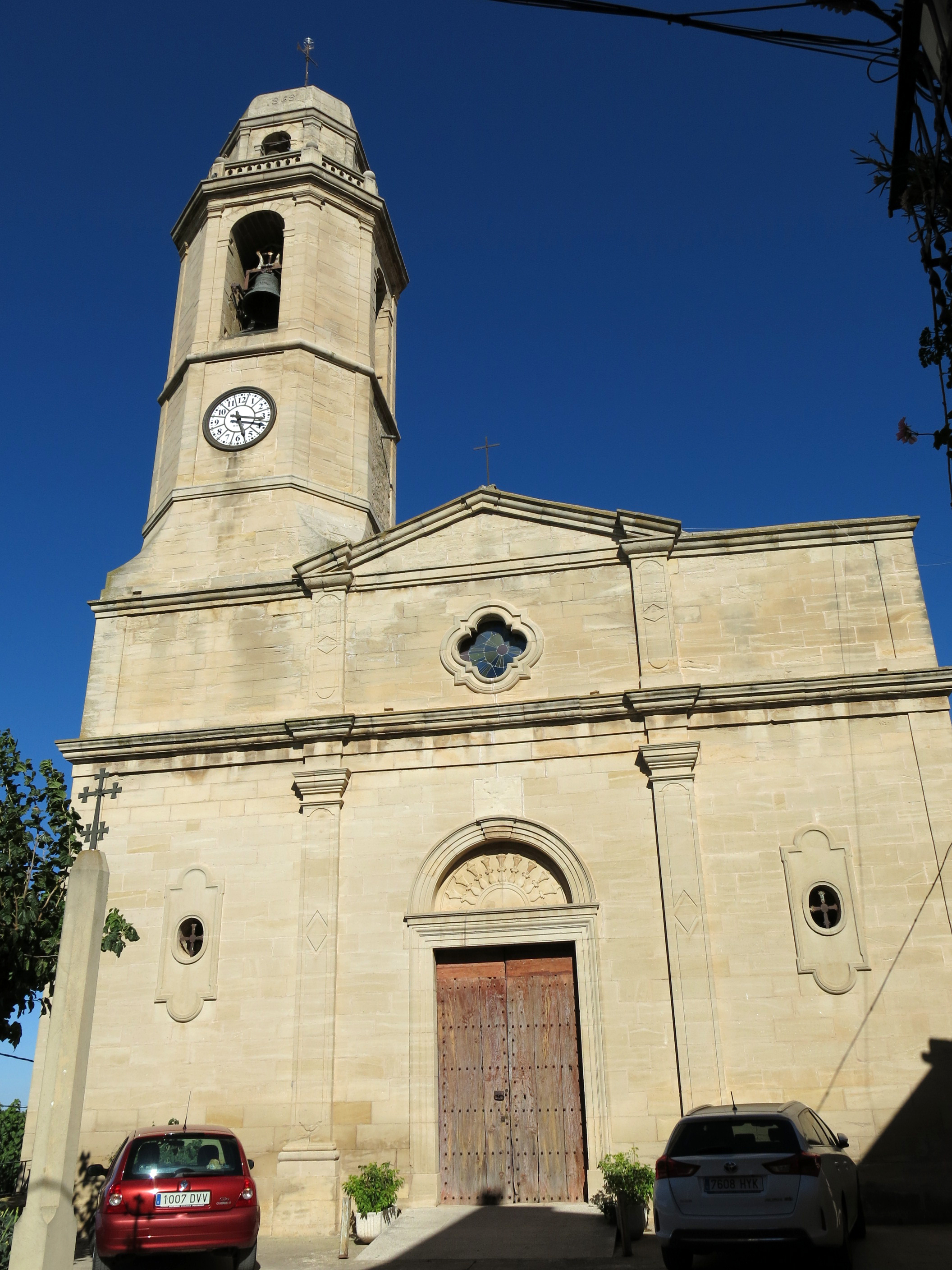
Kirche Verklärung des Herrn
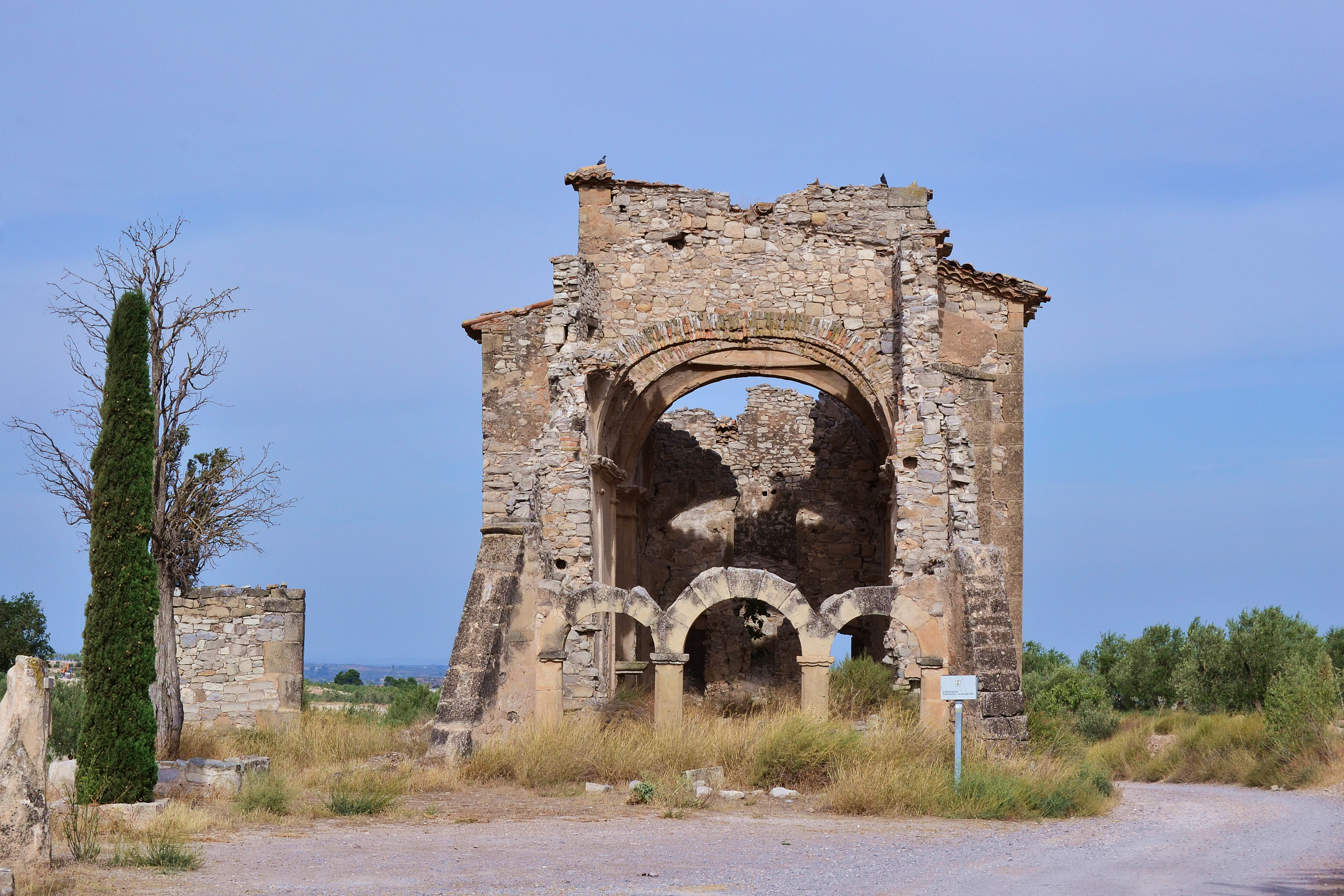
Rochuskapelle
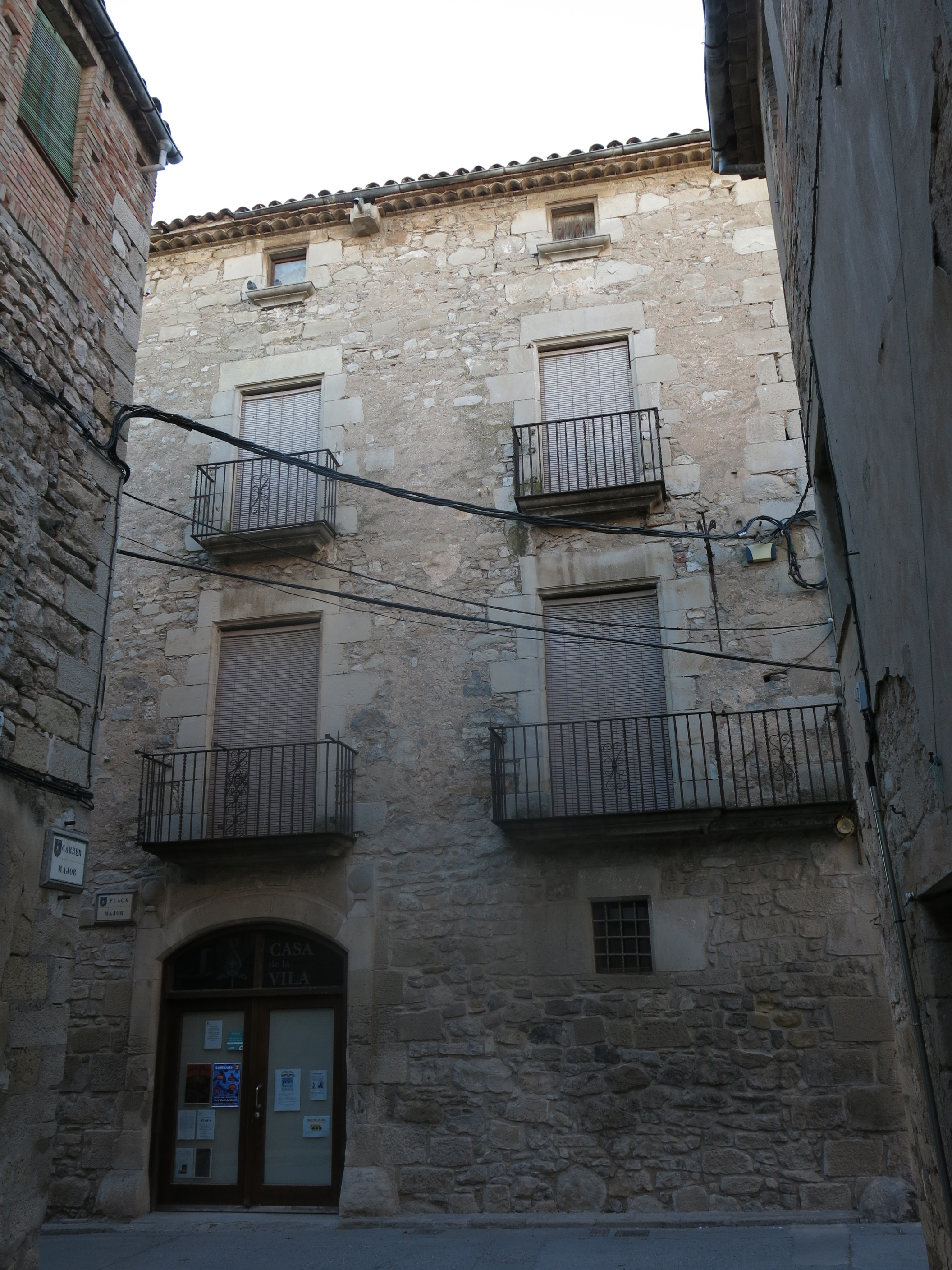
Rathaus